# Jeff Clarke
Jeff Clarke (New Westminster, 18 ottobre 1978) è un ex calciatore canadese, di ruolo centrocampista.

## Palmarès

### Club

#### Competizioni nazionali
- Campionato irlandese: 2

St Patrick's: 1997-1998, 1998-1999
- United Soccer Leagues First Division: 2

Vancouver Whitecaps: 2006, 2008

### Nazionale
- Gold Cup: 1

2000